# The Kingsroad
"The Kingsroad" (em português:  "A Estrada do Rei") é o segundo episódio da primeira temporada da série televisiva Game of Thrones. Exibido originalmente pelo canal norte-americano HBO em 24 de abril de 2011, ele foi escrito pelos criadores da série David Benioff e D. B. Weiss, sendo dirigido por Tim Van Patten.
Quase toda a ação do episódio ocorre enquanto os protagonistas estão viajando: Lorde Eddard Stark e suas filhas acompanham a corte até Porto Real para que ele possa assumir a posição de Mão do Rei; Tyrion Lannister se junta a Jon Snow em sua viagem até a Muralha; e a recém-casada Daenerys Targaryen vai com o khalasar de seu marido para a cidade de Vaes Dothrak. Enquanto isso, em Winterfell, uma aflita Catelyn Stark cuida de seu filho inconsciente, Bran. A partir deste episódio, Vaes Dothrak é adicionada à abertura, enquanto Pentos é removida.
Os índices de audiência não foram alterados desde a estreia, apesar da transmissão do segundo episódio ter ocorrido no domingo de Páscoa. A recepção crítica ao episódio foi, em geral, mista. As locações incluíram vários locais notáveis da Irlanda do Norte, e as filmagens em si foram complicadas pela dificuldade de integrar os atores caninos em várias cenas cruciais.

## Enredo

### Do outro lado do Mar Estreito
Em seu caminho para a cidade de Vaes Dothrak com todo o khalasar, Jorah Mormont (Iain Glen), revela a Viserys (Harry Lloyd) que ele foi exilado por traficar caçadores furtivos. Viserys garante que, se fosse rei, ele não teria sido punido, e demonstra impaciência para com o seu novo cunhado, Khal Drogo (Jason Momoa), que lhe prometeu emprestar o seu exército para que Viserys recuperasse seu trono.
Daenerys (Emilia Clarke) tem dificuldade para se ajustar ao estilo de vida nômade de seu novo povo. Seu único conforto é os três ovos de dragão petrificados que estavam entre seus presentes de casamento. Ela pede a uma de suas servas para ensiná-la a "agradar" seu marido. Sua determinação leva Drogo a tratá-la com ternura — como sua esposa, e não simplesmente como uma escrava.

### No Norte
Bran (Isaac Hempstead-Wright) está em coma desde sua queda de uma torre de Winterfell. Após dar um tapa em seu sobrinho por este se recusar a apresentar suas condolências aos Stark, Tyrion Lannister (Peter Dinklage) informa a seus irmãos que, apesar da queda de Bran, o menino vai sobreviver — para grande desgosto dos gêmeos Lannister.
Chegou a hora das despedidas, com a família Stark tendo que se separar. As duas filhas de Ned (Sean Bean), Sansa (Sophie Turner) e Arya (Maisie Williams) viajarão com o pai para a capital, enquanto Jon Snow (Kit Harington) junta-se a seu tio Benjen (Joseph Mawle) na Muralha — acompanhados por Tyrion, que quer ver o "fim do mundo". Antes de partir, Jon dá uma espada para sua meia-irmã Arya como um presente. Senhora Catelyn Stark (Michelle Fairley) está devastada com a partida iminente de seu marido e ficou em vigília constante ao lado de Bran desde a queda do filho. Ela pede a Jon que se retire quando ele vai dizer adeus ao garoto adormecido e repreende o marido Ned por deixá-la sozinha e ceder às exigências do Rei Robert (Mark Addy). Antes de sua partida, Jon pede a Eddard que lhe conte a identidade de sua mãe, e recebe a promessa de que, quando eles se reencontrarem futuramente, tudo será revelado.
Um incêndio acontece em Winterfell e, durante o caos que se segue, um assassino de aluguel tenta matar Bran. Catelyn luta com o atacante por tempo suficiente para que o lobo gigante de Bran, Summer, pule quarto adentro e rasgue a garganta do criminoso. A tentativa de assassinato desperta suspeitas em Catelyn, e depois de encontrar um longo fio de cabelo louro na torre abandonada onde Bran caiu, ela conclui que os Lannister estão de alguma forma envolvidos em tudo isso. Depois de confidenciar seus temores com seus assessores de maior confiança — seu filho Robb (Richard Madden), Meistre Luwin (Donald Sumpter), o mestre de armas Sor Rodrik Cassel (Ron Donachie) e o protegido dos Stark, Theon Greyjoy (Alfie Allen) —, ela decide ir para Porto Real em segredo com Rodrik como sua escolta para avisar ao marido das descobertas recentes.
Na cena final do episódio, Bran sai de seu coma e abre os olhos.

### Em uma estalagem na Estrada do Rei
Em seu caminho para Porto Real, a comitiva do rei descansa numa pousada. Enquanto o Príncipe Joffrey (Jack Gleeson) e sua recém-prometida noiva Sansa Stark (Sophie Turner) estão andando ao longo de um rio, eles veem uma disputa com paus entre Arya e o filho do açougueiro, Mycah. Insultando o menino, Joffrey pega sua espada e exige um duelo, sob o pretexto de castigá-lo por bater acidentalmente em Arya, que é membro da nobreza. Mycah e Arya tentam, desesperadamente, explicar-lhe que ela pediu para treinar com ele visando apenas praticar um pouco de esgrima. Como o príncipe se delicia com a dor e o medo do rapaz, Arya bate em Joffrey enquanto seu amigo foge. Enfurecido, Joffrey gira em torno de Arya e está prestes a golpeá-la com sua espada quando Nymeria, a loba gigante da moça, morde-lhe o pulso. Arya agarra a espada do príncipe e a joga no rio antes de fugir para a floresta, onde ela afasta Nymeria e se esconde até o cair da noite.
Pouco depois, Joffrey mente para a comitiva palaciana e acusa o menino, Arya e sua loba gigante de se unirem contra ele. Recusando-se a perder as graças de seu noivo por expor publicamente sua mentira, Sansa afirma que não se lembra de nada. Cansado da briga mesquinha, o rei Robert castiga seu filho por se permitir ser desarmado por uma menina e declara que cada pai punirá seu respectivo filho, dispensando a audiência. No entanto, Robert cede às reivindicações de sua esposa Cersei (Lena Headey) e ordena a morte de um dos lobos gigantes. Como Nymeria fugiu, a loba de Sansa, Lady, é dada para ser sacrificada. Incapaz de convencer o rei a tomar outra decisão, Eddard assume a responsabilidade pela morte do animal de estimação de Sansa para si mesmo. Ele mata a loba e acaba encontrando-se com Sandor "Cão de Caça" Clegane (Rory McCann), guarda-costas de Joffrey, que acabara de retornar de uma busca pelo filho do açougueiro, trazendo o cadáver ensanguentado de Mycah para o príncipe.

## Produção

### Roteiro
"The Kingsroad" foi escirto pelos criadores da série David Benioff e D. B. Weiss, baseados no A Game of Thrones de George R. R. Martin. O episódio inclui o décimo, o décimo primeiro, do décimo terceiro ao décimo oitavo e parte do vigésimo quarto capítulos do livro (Tyrion I, Jon II, Eddard II, Tyrion II, Catelyn III, Sansa I, Eddard III, Bran III e parcialmente Daenerys III).
Os eventos do episódio são notavelmente fiéis ao romance original. Há algumas diferenças na apresentação, como não incluir a delegação do conselho com Sor Barristan Selmy e Lorde Renly Baratheon, ou a conversa de Robert e Eddard ocorrer durante um café da manhã e não quando ambos estavam cavalgando. Algumas cenas também foram criadas especialmente para a série, como a conversa entre Catelyn e Cersei ao lado da cama de Bran, com a rainha lembrando de um filho falecido, e o confronto entre Jon e Jaime antes do primeiro ir para a Muralha.

### Seleção de elenco
O episódio marca a primeira aparição da atriz convidada regular Roxanne McKee. McKee foi escolhida entre um grande número de candidatas para interpretar o papel de Doreah, uma escrava que trabalha como serviçal de Daenerys Targaryen.
Também foi introduzido nesse episódio o músico britânico Wilko Johnson como o carrasco Sor Ilyn Payne. O executor mudo é o primeiro trabalho como ator de Johnson.

### Locações
As filmagens principais do episódio ocorreram nos estúdios do The Paint Hall, na Irlanda do Norte. As cenas na estalagem da Estrada do Rei foram filmadas em locação na Propriedade Redhall, em Ballycarry, durante os primeiros dias de setembro de 2010.

### Lobos gigantes
"The Kingsroad" tem um número significante de cenas onde os lobos gigantes aparecem e interagem com os personagens, aumentando o nível de dificuldade das cenas. Para substituir a agora extinta espécie, a equipe de produção considerou o uso de lobos reais, porém as leis de segurança do Reino Unido e o fato deles terem de contracenar com atores mirins tornou essa ideia inviável. Em vez disso, eles optaram por usar cachorros Northern Inuit devido as semelhanças dessa raça com lobos.
Trabalhar com os cachorros foi difícil. O ator Sean Bean disse que para a cena final do episódio, onde Eddard deve sacrificar Lady, o animal estava muito assustado para ficar quieto, fugindo frequentemente. Eles tiveram de ensaiar a cena várias vezes para que o cão ficasse confortável, fazendo com que uma cena que levaria apenas alguns minutos para ser filmada demorasse cerca de três horas para ser concluída.
O cachorro em particular que representou Lady, chamado Zanni, foi adotado pela família de Sophie Turner, a atriz que interpreta sua dona na série, Sansa Stark.

## Recepção

### Audiência
"The Kingsroad" atraiu o mesmo número de espectadores do episódio de estreia da série: 2,2 milhões. A reprise atraiu mais 0,7 milhões de telespectadores, de forma semelhante a "Winter Is Coming". Esses números foram considerados positivos, especialmente se for levado em conta que o episódio foi trasmitido no domingo de Páscoa.

### Resposta da crítica
A reação dos críticos ao episódio foi positiva, apesar das comparações com o episódio anterior não chegarem a uma concordância. James Hibberd, escrevendo para a revista Entertainment Weekly, considerou "The Kingsroad" um episódio melhor que o primeiro, enquanto Maureen Ryan, do weblog TV Squad, deu a "The Kingsroad" a menor nota entre os seis primeiros episódios da temporada. Ela sentiu que o episódio não tinha uma unidade temática e, enquanto ele teve alguns momentos eficazes, em alguns aspectos "não tinha faísca emocional". Por sua vez, Matt Fowler, do site de entretenimento IGN, não considerou "The Kingsroad" tão elevado quanto o episódio piloto, mas sustentou que ele ainda era um esforço contínuo focado no deslocamento de todos os personagens principais de suas zonas de conforto.
Alan Sepinwall, do site de notícias HitFix, descreveu "The Kingsroad" como um episódio de transição e, dessa forma, "não tão excitante quanto o primeiro ou alguns dos episódios posteriores". Myles McNutt, do site sobre televisão Cultural Learnings, admitiu que ter de mover todas as partes para um lugar fez o episódio paracer um diário de viagem, porém ele considerou a falta de coesão como algo proposital, uma vez que ajudou a enfatizar a separação da familía Stark e as diferentes motivações e destinos que aguardavam os protagonistas.